# Paradigalla
Paradigalla, im Deutschen auch unter dem Namen Lappen-Paradiesvögel bekannt, ist eine Gattung aus der Familie der Paradiesvögel (Paradisaeidae) und umfasst nur zwei Arten. Beide Arten kommen ausschließlich auf Neuguinea vor. 
In der Roten Liste gefährdeter Arten der IUCN wird der Langschwanz-Paradigalla als gefährdet (near threatened), der Kurzschwanz-Paradigalla als nicht gefährdet (least concern) geführt. Beide Arten werden im Anhang II des Washingtoner Artenschutzübereinkommen gelistet.

## Beschreibung
Bedingt durch die unterschiedliche Länge des Schwanzgefieders weicht die Körperlänge der beiden Paradigalle-Arten stark voneinander ab: Die Langschwanz-Paradigalla erreicht mit ihrem langen, stark gestuften und spitz zulaufenden Schwanzgefieder eine Körperlänge bis zu 37 Zentimeter, davon entfallen beim Männchen zwischen 12,2 und 13,7 Zentimeter und beim Weibchen zwischen 11,8 und 13,1 Zentimeter auf die Steuerfedern. Die Kurzschpwanz-Paradigalla erreicht eine Körperlänge von bis zu 23 Zentimeter, davon entfallen beim Männchen zwischen 4,2 und 7,3 Zentimeter und beim Weibchen zwischen 5,3 und 9,1 Zentimeter auf die Steuerfedern. Der Schnabel hat eine Länge von 4 bis 4,9 Zentimeter. Bei beiden Arten sind die Männchen etwa fünf Prozent größer als die Weibchen. Ein weiterer, auffälliger Geschlechtsdimorphismus besteht nicht. Die Weibchen können jedoch geringfügig matter gefärbt sein. Der Schnabel ist gerade, schmal und kräftig und deutlich länger als der Kopf. Die Nasenlöcher sind von Federn bedeckt.
Beide Arten haben ein samtschwarzes Gefieder, das stark glänzt. Am Vorderkopf haben beide Arten zwei gelbe Lappen, die wie geschmolzenes Plastik wirken und eine sich wachsartig anfühlende Oberfläche haben. Ein weiterer Lappen, der bei beiden Arten hellblau ist, befindet sich an der unteren Schnabelbasis. Der Schädel weist Ähnlichkeiten zu den Schädeln der Paradieselstern auf. Sie teilen mit dieser Art der Paradiesvögel auch einige Gefiedermerkmale.

## Verbreitung und Lebensraum
Die Arten der Gattung Paradigalla sind in den Bergwäldern Neuguineas verbreitet. Der Langschwanz-Paradigalla ist ein Endemit des Arfakgebirges der Vogelkop-Halbinsel und kommt auf einer Höhe von 1400 m bis 2100 m vor. Die Kurzschank-Paradigalla kommt in den Gebirgszügen im Landesinneren von Neuguinea vor. Das westlichste Verbreitungsgebiet ist das Weylandgebirge, im Osten reicht es bis zum Bismarckgebirge. Die Höhenverbreitung reicht von 1400 m bis 2580 m. Sie kommen am häufigsten jedoch in Lagen zwischen 1600 und 2400 Metern vor.

## Lebensweise

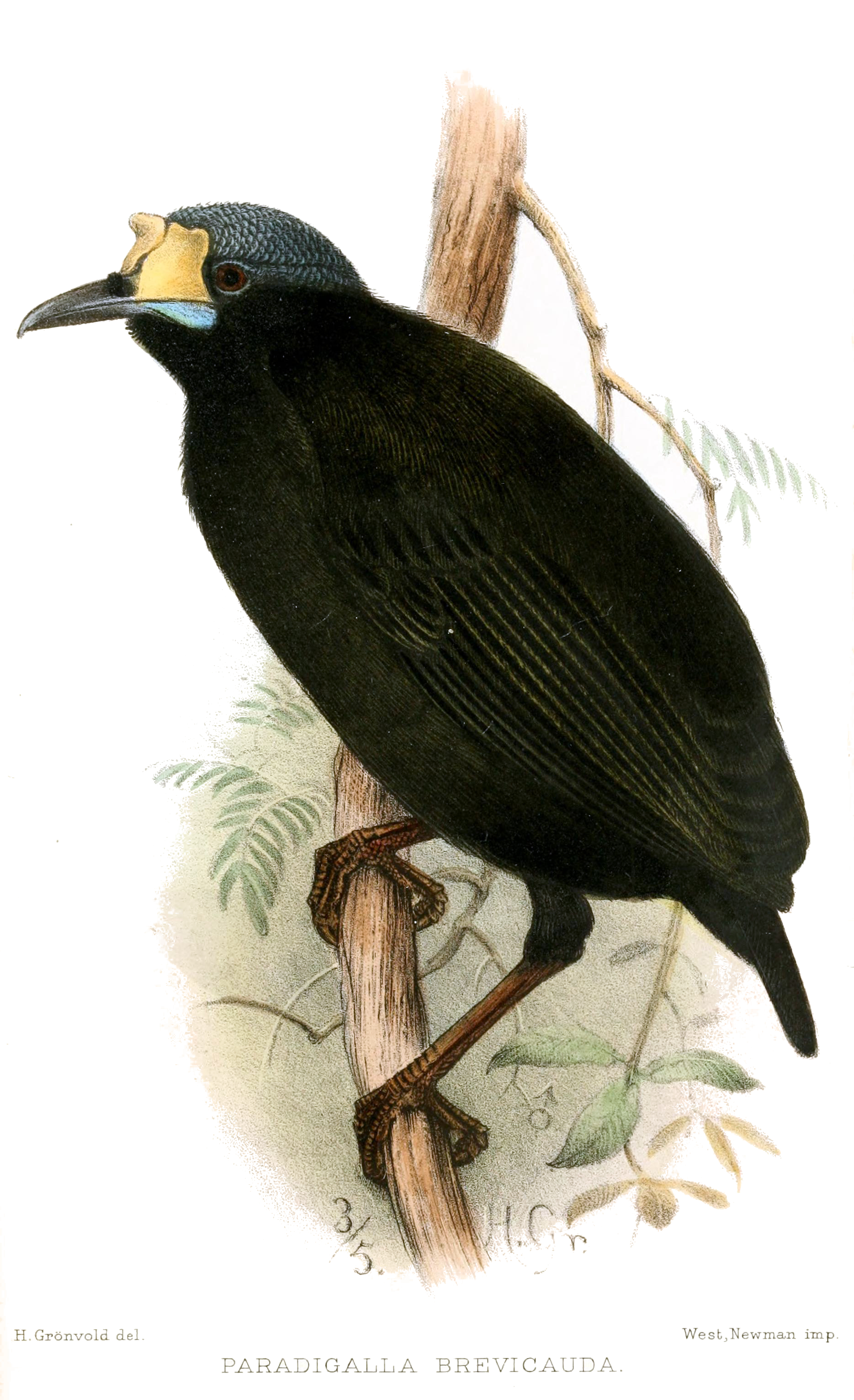
Kurzschwanz-Paradigalla

Die beiden Arten der Gattung sind unterschiedlich gut erforscht. Die Langschwanz-Paradigalla gehört zu den bislang nur sehr wenig erforschten Arten unter den Paradiesvögeln. Clifford Frith und Bruce Beehler weisen sogar darauf hin, dass es für keinen andere Paradiesvogelart sowenig Beobachtungen aus so wenigen Regionen gebe. Für die Kurzschwanz-Paradigallas ist dagegen dokumentiert, dass sie  zu den polygynen Vögel zählen: Männchen paaren sich mit mehreren Weibchen, während die Weibchen alleine den Nachwuchs großziehen. Die Brutzeit beträgt mindestens 19 Tage. Die Weibchen füttern nach den bisherigen Beobachtungen überwiegend animalische Kost. Identifizierbar waren kleine Frösche und Skinke, Larven, Käfer, Heuschrecken und Regenwürmer, Spinnen, Raupen und Gottesanbeterinnen. Die Nestlingsdauer beträgt um die 25 Tage.

## Systematik
Die Gattung umfasst nur zwei Arten. Der Langschwanz-Paradigalla wurde 1835 von René Primevère Lesson entdeckt. Der Kurzschwanz-Paradigalla wurde erst viele Jahre später, im Jahr 1911, von Lionel Walter Rothschild und Ernst Hartert entdeckt. Beim Langschwanz-Paradigalla wird von der Nominatform noch eine Unterart unterschieden.
- Kurzschwanz-Paradigalla (Paradigalla brevicauda Rothschild & Hartert, 1911)
- Langschwanz-Paradigalla (Paradigalla carunculata Lesson, 1835)

Es gibt eine weitere Paradigalla-Population im Fakfakgebirge auf der Fakfakhalbinsel am westlichen Südende der Insel Neuguinea, die früher der Langschwanz-Paradigalla zugeordnet wurde. Mittlerweile wird für diese Population jedoch vermutet, dass es sich um eine bislang nicht wissenschaftlich beschriebene Art der Gattung Paradigma handelt.